# Dalechampia parvibracteata
Dalechampia parvibracteata là một loài thực vật có hoa trong họ Đại kích. Loài này được Lanj. mô tả khoa học đầu tiên năm 1934.